# Милья, Пере
Пере Милья Пенья (исп. Pere Milla Peña; 23 сентября 1992, Льейда, Испания) — испанский футболист, вингер клуба «Эспаньол».

## Биография
Милья родился в городе Льейда и начал заниматься футболом в местной одноимённой команде. Он прошёл всю академию клуба и дебютировал за взрослую команду в третьем дивизионе Испании в сезоне 2011/12.
15 августа 2023 года Милья подписал контракт на четыре года с «Эспаньолом».